# گنئی
گنئی (به ژاپنی: 元永 Gen'ei) نام یک عصر تاریخی ژاپنی (نِنگُو) بود. این عصر بعد از ایکئو و قبل از هوآن قرار داشت و از آوریل ۱۱۱۸ تا آوریل ۱۱۲۰ میلادی به طول انجامید. در طی این عصر امپراتور توبا، امپراتور ژاپن بود.